# الحديقة المعلقة (رواية)
الحديقة المعلقة (بالإنجليزية: The Hanging Garden)‏ هي رواية للكاتب الأسترالي الحائز على جائزة نوبل باتريك وايت، نشرت عام 2012، لأول مرة عن دار نشر راندوم هاوس أستراليا.